# Квинт Помпей Руф (консул 88 пр.н.е.)
Вижте пояснителната страница за други личности с името Квинт Помпей Руф.
Квинт Помпей Руф (на латински: Quintus Pompeius Rufus; † 88 пр.н.е.) e политик на късната Римска република.

## Биография
Син е на Квинт Помпей (консул 141 пр.н.е.) и братовчед на Гней Помпей Страбон, баща на Помпей Велики.
Квинт е баща на Квинт Помпей Руф, който е женен за Корнелия Сула, най-възрастната дъщеря на Сула и първата му съпруга Юлила или Юлия Корнелия, и баща на Помпея (втората съпруга на Юлий Цезар) и на Квинт Помпей Руф (народен трибун 52 пр.н.е.).
През 100 пр.н.е. Квинт е народен трибун и прави опит да върне от изгнанието Квинт Цецилий Метел Нумидийски. През 91 пр.н.е. е претор, а през 88 пр.н.е. е избран за консул заедно с Луций Корнелий Сула. Той тръгва против народния трибун Публий Сулпиций Руф. Привържениците на Сулпиций убиват сина му Квинт Помпей. След марша на Сула към Рим, той му помага и получава главното командване на досегашния командир проконсула Гней Помпей Страбон. Войниците на Страбон убиват Квинт Помпей Руф в годината на неговия консулат.